# Recep Öztürk (Fußballspieler)
Recep Öztürk (* 20. Juni 1977 in Tekirdağ) ist ein türkischer Fußballtorhüter.

## Karriere
Öztürk begann in der Jugend von Tekirdağspor und wurde hier bereits 1995 als Amateurspieler in den Profikader aufgenommen. Sein erstes Spiel für den damaligen Drittligisten absolvierte Öztürk bei einer Ligapartie gegen Küçükçekmecespor. Nachdem er mit einem Amateurvertrag eineinhalb Spielzeiten als Ersatztorwart für Tekirdağspor aktiv gewesen war, verließ er diesen Verein zum Sommer 1996 und wechselte zum Erstligisten Gençlerbirliği Ankara. Bei diesem Verein spielte er zwei Spielzeiten lang für die Reservemannschaft.
Ohne ein Spiel für die Profis von Genclerbirligi absolviert zu haben, wechselte er im Sommer 1998 zum Zweitligisten Konyaspor. Hier war er die ersten beiden Spielzeiten als Ersatzkeeper tätig und absolvierte während dieser Zeit lediglich eine Begegnung. Zur Rückrunde der Spielzeit 2000/01 wurde er in der Startelf eingesetzt und hatte diese Rolle bis zum Saisonende inne. Die Saison 2001/02 spielte er nahezu durchgängig als Stammtorhüter.
Zur Saison 2002/03 wechselte er zum Erstligisten MKE Ankaragücü. Hier nahm er am Saisonvorbereitungscamp teil, wurde aber anschließend vom Trainerstab aussortiert. Die Spielzeit 2002/03 wurde er dann an den Zweitligisten Sakaryaspor ausgeliehen. Nach einem Jahr bei Sakaryaspor wechselte er im Sommer 2003 samt Ablöse zu diesem Verein. Die Saison 2003/04 schloss er mit seiner Mannschaft als Meister der TFF 1. Lig ab und stieg in die Süper Lig auf. Nach einem Jahr in der Süper Lig, in dem Öztürk zu zwölf Erstligaeinsätzen kam, stieg Sakaryaspor wieder ab. Die nächste Spielzeit schaffte man über den Play-off-Sieg den indirekten Wiederaufstieg in die Süper Lig.
Öztürk verließ mit diesem Erfolg seinen Verein und wechselte zu seinem alten Verein, dem Erstligisten Gençlerbirliği Ankara. Hier spielte er die nächsten drei Spielzeiten, z. T. als Stammtorhüter.
Zur Saison 2009/10 heuerte er bei einem früheren Verein von ihm, dem Zweitligisten Konyaspor, an. Mit diesem Verein gelang Öztürk zum Saisonende der Play-off-Sieg und damit der indirekte Aufstieg in die Süper Lig.
Da zum Sommer 2010 sein Vertrag mit Konyaspor auslief und nicht verlängert wurde, verließ er diesen Verein und heuerte beim Zweitligisten Karşıyaka SK an. Im Frühjahr verließ er diesen Verein Richtung Drittligist Giresunspor.
Unmittelbar vor dem Ende der Sommertransferperiode wechselte Öztürk zum Zweitligisten Adana Demirspor. Im Sommer 2014 verließ er diesen Klub wieder.

## Erfolge
Mit Sakaryaspor
- Meister der TFF 1. Lig und Aufstieg in die Süper Lig: 2003/04
- Play-off-Sieger TFF 1. Lig und Aufstieg in die Süper Lig: 2006/07

Mit Konyaspor
- Play-off-Sieger TFF 1. Lig und Aufstieg in die Süper Lig: 2009/10